# Шарль де Голль (авианосец)
«Шарль де Голль» (фр. Charles de Gaulle, R91) — единственный действующий авианосец ВМС Франции, первый французский надводный боевой корабль с атомной силовой установкой, флагман французского военно-морского флота. 
Введён в эксплуатацию в сентябре 2000 года, пришёл на замену устаревшему авианосцу «Клемансо».
Среди авианосцев других стран, исключая США, это самый боеспособный авианесущий корабль.
Закладка второго корабля серии, ввод которого планировался на 2015 год, отменена в связи с высокой стоимостью головного корабля.

## История
Решение о замене устаревших авианосцев «Клемансо» и «Фош» постройки 1960-х годов двумя атомными авианосцами «Бретань» (Bretagne) и «Прованс» (Provence) было принято Советом обороны Франции в сентябре 1980 года.
В июне 1984 г. ВМФ принял эскизный проект, разработанный фирмой DCN (г. Брест). Официальный старт программе был дан 3 февраля 1986 г., когда был подписан контракт на постройку авианосца.
Министерство обороны предложило название «Шарль де Голль», но президент Франсуа Миттеран счёл, что такое название в преддверии президентских выборов 1988 г. будет расценено как заигрывание с партией голлистов, и принял решение назвать авианосец «Ришельё». Однако в 1989 г. бывший тогда премьер-министром лидер голлистов Жак Ширак сумел убедить президента, что имя генерала де Голля больше подходит в качестве символа величия Франции.
Контракт на строительство первого авианосца был подписан с фирмой DCN в феврале 1986 года. При проектировании использовались наработки, сделанные в 1981 году при проектировании вертолётоносца PH-75, а также его последующих вариантов — PA-78, PA-82 и PA-88.
Подготовительные работы начались в ноябре 1987 г., однако в 1988 г. программа была заморожена по финансовым причинам. 
Закладка корабля состоялась 14 апреля 1989 г.
7 мая 1994 г. авианосец в присутствии президента Франции Миттерана был спущен на воду; «Шарль де Голль» стал самым большим боевым кораблём, когда-либо построенным во Франции.
Летом 1994 г. на корабле были установлены атомные реакторы. 
В феврале 1997 г. корабль принял первую команду и были проведены первые испытания на борту. В декабре 1997 были установлены гребные винты. 
7 декабря 1998 на палубу авианосца совершил посадку первый вертолёт. 
В январе 1999 г. прошли первые ходовые испытания. 6 июля 1999 на палубу авианосца совершили первую посадку самолёты «Супер Этандар» и «Рафаль». На следующий день они успешно взлетели при помощи катапульт. 
3 августа совершена первая посадка самолёта «Хокай».
17 октября 1999 авианосец поставлен в док для устранения неполадок, обнаруженных в результате испытаний. В числе прочего, посадочная полоса была удлинена на 4,4 м для нормальной посадки самолёта ДРЛО «Хокай». В соответствии с новыми правилами радиационной безопасности была также улучшена защита реактора. 
19 мая 2000 начались новые испытания. 
28 сентября 2000 года корабль был официально передан французскому ВМФ.

### Строительство
Во время строительства авианосца много раз возникали проблемы, связанные с сокращением финансирования и внесением изменений в первоначальный проект, в результате чего работы на верфи в Тулоне четырежды приостанавливались (в 1990, 1991, 1993 и 1995).
К моменту, когда корабль был практически готов, были утверждены новые европейские нормы радиационной безопасности, что вынудило строителей полностью перепроектировать защиту реактора.
Первые же испытания выявили большое количество дефектов. Плохо работала система охлаждения ядерных реакторов. Взлётно-посадочная палуба оказалась покрытой веществом наподобие наждачной бумаги, что могло привести в негодность самолётные шасси. При максимальной скорости возникала вибрация в рулевом управлении. Неправильно была рассчитана взлётно-посадочная полоса — для надёжной посадки и быстрого удаления с неё самолётов «Хокай» пришлось в экстренном порядке удлинить её на 4,4 м.
Корабль оказался медленнее, чем его предшественник «Фош» с обычной силовой установкой.
В результате многочисленных недоделок продолжительность строительства составила 11 лет, а стоимость возросла на 20 % по сравнению с первоначальной сметой и достигла 3,3 млрд долларов, что практически соответствовало стоимости американских авианосцев типа «Нимиц». Из-за чрезмерной стоимости головного корабля закладка второго авианосца была отменена.
В качестве альтернативы второму атомному авианосцу предлагается строительство авианосца с обычной силовой установкой (стоимостью 2,2 млрд долл.) либо разработку совместно с Великобританией нового типа авианосца (CVF).

## Конструкция
Авианосец выполнен по традиционной схеме — с надстройкой, сдвинутой к правому борту и угловой палубой.
Угловая полётная палуба имеет размеры 21,6×195 м и расположена под углом 8,3° к оси корабля.
Для взлёта самолётов предназначены две паровые катапульты C-13F, изготовленные во Франции по американской лицензии. При длине стартовой дорожки 75 м они разгоняют самолёты массой до 25 т до скорости более 200 км/ч с темпом запуска 1 самолёт в минуту. За катапультами смонтированы охлаждаемые отражатели газовых струй сотовой конструкции, а палуба в районе взлёта покрыта алюминиевыми панелями с водяным охлаждением.
Аэрофинишёры способны принять один самолёт каждые 36 с.
Корпус корабля сварной, цельностальной, по длине разделён на ряд водонепроницаемых отсеков, обеспечивающих непотопляемость при затоплении трёх смежных отсеков. Для предотвращения навигационных повреждений предусмотрено двойное дно.
Реактор, погреба боезапаса и цистерны авиатоплива бронированы.
Запас топлива составляет 3400 т, боеприпасов — 550 т.
Одноярусный ангар размерами 29×138 м и высотой 6,1 м вмещает до 25 самолётов и вертолётов. Здесь же смонтировано оборудование для ремонта и технического обслуживания авиации, заправки топливом и сжатым воздухом и загрузки боекомплекта. Ёмкость цистерн авиационного топлива составляет 3000 м³, погребов боезапаса — 4900 м³.
Подача самолётов из ангара на полётную палубу осуществляется двумя элеваторами, расположенными по правому борту. Размеры платформы подъёмника составляют 13×19 м, грузоподъёмность — 36 т, время подъёма (опускания) — 15 с.
Надстройка корабля расположена по правому борту и для нормальной работы подъёмников сдвинута к носу. Здесь оборудованы ходовая, штурманская и оперативная рубки, пост управления полётами и другие служебные помещения, а также флагманский командный пост на случай использования авианосца в качестве флагмана корабельной ударной группировки.
На корабле установлена система стабилизации «Сатрап» (Satrap), которая поддерживает крен в пределах ±0,5° и позволяет поднимать и принимать самолёты при 6-балльном шторме. Система состоит из двух пар активных стабилизаторов и сдвоенных рулей, а также двух управляемых компьютером компенсаторов. Компенсатор представляет собой 22-тонный балласт, который может перемещаться под полётной палубой по рельсовым направляющим поперёк оси корабля со скоростью до 1 м/с. Система компенсирует ветровые нагрузки, бортовую качку, крен при поворотах, рыскание, волнение моря.
Для снижения радиолокационной заметности применено плавное изменение углов наклона бортовых поверхностей и надстройки. Наружное оборудование либо скрыто под палубой, либо установлено на более низком уровне. Используется специальная радиопоглощающая краска.
Снижение уровня акустического поля достигается за счёт специальных малошумных винтов, амортизаторов механизмов и средств вибропоглощения.
Предусмотрены автоматические противопожарная и водоотливная система, а также средства защиты от оружия массового поражения. Основные служебные и часть жилых помещений объединены в цитадель, в которой с помощью фильтро-вентиляционных установок может поддерживаться избыточное давление воздуха, препятствующее проникновению внутрь корабля радиоактивных и отравляющих веществ. На корабле имеются посты дезактивации, дегазации и водяной завесы, приборы для контроля уровней заражения.
Большое внимание уделяется обитаемости корабля. Зоны отдыха, приёма пищи и сна отделены друг от друга. Все жилые и служебные помещения обеспечены вентиляцией и кондиционерами. Предусмотрена возможность размещения в течение непродолжительного времени полка морской пехоты численностью 800 человек.

### Энергетическая установка
Энергетическая установка суммарной мощностью 76 200 л. с. включает два атомных реактора К15, построенных французской фирмой GEC-Alsthom по американской лицензии. Без перезагрузки ядерного топлива авианосец способен постоянно двигаться со скоростью 25 узлов в течение 5 лет. Мощность каждой из двух паровых турбин фирмы GEC-Alsthom составляет 61 МВт.
Автономность по запасам составляет 45 суток, предусмотрена возможность пополнения запасов в море.
В качестве движителей использованы два 5-лопастных гребных винта постоянного шага весом по 19 т, изготовленных фирмой «Атлантик Индастриз» в Нанте из сплава меди, железа, никеля, марганца и алюминия.
Электроэнергетическая установка суммарной мощностью 21,4 МВт включает 4 турбогенератора мощностью по 4 МВт, 4 турбогенератора мощностью по 0,25 МВт, 4 дизель-генератора мощностью по 1,1 МВт.
Авиагруппа включает 36 истребителей-бомбардировщиков «Супер Этандар» или «Рафаль-М»,
2-3 самолёта ДРЛО Е-2С «Хокай» и 2 поисково-спасательных вертолёта AS-565 MB «Пантера».
Характерной особенностью авиагруппы является преобладание ударных самолётов и отсутствие противолодочных эскадрилий. Для сравнения, американские авианосцы типа «Нимиц» водоизмещением около 100 000 т несут 48 истребителей-штурмовиков и 8 противолодочных вертолётов.
Средства ПВО включают ЗРК «Астер 15» (4 8-контейнерных установки вертикального пуска), ЗРК «Садрал» (две 6-контейнерные пусковые установки), 8 20-мм одноствольных артиллерийских установок.
Радиоэлектронное вооружение включает БИУС «Зенит 8» (Senit Combat Management System, Model 8), способная одновременно сопровождать до 2000 целей, РЛС обнаружения воздушных целей DRBJ-11В, трёхкоординатная РЛС обнаружения воздушных и надводных целей, РЛС дальнего обнаружения воздушных целей, 2 навигационные РЛС, РЛС управления полётами, РЛС управления огнём ЗРК Arabel, оптико-электронная станция обнаружения воздушных и надводных целей.
Системы передачи данных (стандартные системы НАТО Link-16 и Link-11) позволяют передавать информацию о тактической ситуации с самолёта ДРЛО «Хокай» на корабли и самолёты соединения.
Имеются также системы радиоэлектронной борьбы, 4 пусковые установки системы для запуска дипольных отражателей и система противоторпедной защиты.

## Характеристики
Авианосец невелик, по сравнению с американскими аналогами: длина составляет 261,5 м, ширина 64,36 м, высота 75 м. 
Водоизмещение более 40 600 т. 
Вмещает примерно 1959 человек экипажа корабля, а также 800 пехотинцев на бронетранспортёрах. 
Площадь взлётно-посадочной полосы достигает 12 000 м², территория самолётных ангаров — 4600 м².
Автономность составляет около 45 дней. Проектом предусматривалось годовое пребывание в море (с условием пополнения запасов).

### Вооружение
Авиапарк включает до 40 самолётов следующих типов:
- истребителей палубного базирования: Rafale M
- модифицированных для палубного взлёта и посадки штурмовиков: Super Étendard
- самолётов ДРЛО: Grumman E-2 Hawkeye
- вертолётов: SA-365

Максимальная вместимость — до 100 самолётов на срок до 7 дней. Запуски могут производиться каждые 30 с. Впрочем, одновременные взлёты и посадки не предусмотрены конструкцией.
Средства ПВО включают:
- ЗРК «Астер 15» (Aster 15): две 8-контейнерные установки вертикального пуска, расположенные по правому борту перед надстройкой, две другие — по левому борту в задней части корабля, дальность поражения аэродинамической цели ЗУР "Астер 15" составляет 30 км.;
- ЗРК «Садрал» (Sadral): две 6-контейнерные пусковые установки по правому и по левому борту, 35-45 м сзади от пусковых установок ЗРК «Астер»;
- 8 20-мм одноствольных артиллерийских установок Giat 20F2 (720 выстр./мин).

Радиоэлектронное вооружение включает:
- БИУС «Зенит 8» (Senit Combat Management System, Model 8), способная одновременно сопровождать до 2000 целей на поверхности, в воздухе и на побережье и автоматически управлять ЗРК «Астер 15». Система может играть роль концентратора коммуникационной сети из 50 узлов, включая корабли, самолёты и наземные командные пункты.
- РЛС обнаружения воздушных целей DRBJ-11В;
- трёхкоординатная РЛС обнаружения воздушных и надводных целей DRBV-15D;
- РЛС дальнего обнаружения воздушных целей DRBV-26D;
- 2 навигационные РЛС DRBN-34 (Decca 1229);
- РЛС управления полётами Racal[англ.]-1229 и NP\BP-20A;
- РЛС управления огнём ЗРК Arabel;
- оптико-электронная станция обнаружения воздушных и надводных целей DIBV-I Vampir.

Системы передачи данных (стандартные системы НАТО Link-16 и Link-11) позволяют передавать информацию о тактической ситуации с самолёта ДРЛО «Хокай» на корабли и самолёты соединения.
Поддерживает стандарт тактической радиосвязи L16 для обмена данными между военными единицами, в которой может выступать как командный пункт. В этом случае он может управлять самолётами-истребителями, отправлять им данные целеуказания, назначать боевые задачи.
Имеются также системы радиоэлектронной борьбы ARBR-17 и ARBR-33, 4 пусковые установки системы AMBL 2А Sagaie (по два с каждого борта) для запуска дипольных отражателей на расстояние до 8 км и инфракрасных помех на расстояние до 3 км) и система противоторпедной защиты SLAT.
Располагает радиолокационными комплексами средней и малой дальности. Собственное вооружение включает оборудование для ведения радиоэлектронной борьбы, а также комплексы ПВО (в частности, зенитные ракеты типа Aster).

## История службы
4 октября 2000 года авианосец впервые прибыл в порт приписки Тулон. В октябре 2000 корабль совершил длительное плавание к берегам США, на базу Норфолк (шт. Виргиния) во время которого в Карибском море 9 ноября у него от сильной вибрации отломился конец лопасти левого винта. Корабль на малой скорости был вынужден возвратиться в Тулон. Расследование показало, что оба рабочих и запасные винты имеют структурные дефекты в виде каверн у оснований лопастей. Вина за это была возложена на изготовителя, фирму «Атлантик Индастриз» (Atlantic Industries), которая к тому времени прекратила своё существование. Положение усугубило то, что вся документация, касающаяся разработки и производства винтов, погибла во время пожара. В качестве временного решения в апреле 2001 г. на корабль поставили запасные винты от списанных к тому времени авианосцев «Фош» и «Клемансо». Это ограничило скорость 24 узлами по сравнению с проектными 27 узлами. 5 марта 2001 г. на ходовых испытаниях корабль развил скорость 25,2 узла.
В июле-октябре «Шарль де Голль» снова встал в док из-за сильных шумов в районе правого винта, которые достигали 100 dB и делали всю кормовую часть корабля практически непригодной для жизни и деятельности экипажа.
В начале 2001 года выяснилось, что двигатели самолётов «Рафаль», предназначенных для базирования на авианосце, требуют технической профилактики каждые 150 часов налёта, тогда как в походных условиях такая профилактика не могла проводиться чаще, чем через 500 часов. В результате вся партия самолётов «Рафаль» была забракована[уточнить].
С 18 мая 2001 г. находится на активной службе: 21 мая — 1 июня он принял участие в крупных военно-морских учениях «Золотой трезубец» (Trident d’or) в Средиземном море; с июля по 12 октября проходил ремонт в доке.
В декабре 2001 участвовал в операции «Длительная свобода» (Enduring Freedom) в Аравийском море[уточнить], откуда возвратился в порт приписки Тулон в июле 2002. Во время операции самолёты «Супер Этандер» и «Хокай» совершили несколько боевых вылетов, однако истребители «Рафаль» принимали участие только в тренировочных полётах, совместно с палубной авиацией США. Авианосец в этом походе сопровождали противолодочные фрегаты «Ламотт-Пике» и «Жан де Вьенн», а также корабль противовоздушной защиты «Жан Бар», танкер «Мезз» и атомная подводная лодка «Рюби».
Во время эксплуатации возникали проблемы с ядерным реактором, в результате которых часть команды получала пятикратные допустимые дозы облучения.
18 ноября 2015 года «Шарль де Голль» отплыл из Тулона, направиляясь к берегам Сирии, для участия в операции против «Исламского государства» (как ответ на теракты в Париже 13 ноября); на корабле находились 18 истребителей Rafale-M, 8 модернизированных истребителей-бомбардировщиков Super Etendard, 2 «летающих радара» E-2C «Hawkeye» в модернизированном варианте Hawkeye-2000, два вертолета SA.365N Dauphin и вертолет SA.319B Alouette III, на палубе размещен один вертолет AS.332 Super Puma ВВС Франции. В ночь на 22 ноября прибыл в восточное Средиземноморье. 23 ноября самолеты с авианосца совершили первые боевые вылеты, атаковав позиции боевиков ИГ в Сирии и Ираке. 

В начале декабря он был передислоцирован в Персидский залив, после входа в Красное море контр-адмирал Рене-Жан Криньола, командир авианосной группы, принял командование Task Force 50 — военно-морской составляющей коалиции, возглавляемой США (впервые этот пост доверен адмиралу не из США)..

В начале декабря 2016 АУГ с «Шарль де Голль» находилась в Средиземном море, к юго-востоку от острова Кипр.

### Инциденты
24 сентября 2009 над морем в 30 км от г. Перпиньян, расположенного поблизости от французско-испанской границы, столкнулись в воздухе и упали в Средиземное море у берегов страны два истребителя Rafale ВМС Франции, вылетевшие с «Шарль де Голль».
Во время пандемии коронавируса 2020 года к апрелю число заразившихся на авианосце превысило 1 тысячу (всего на борту 1760 моряков, более 20 из них были госпитализированы, один помещен в реанимацию; у половины заразившихся заболевание протекает бессимптомно) и моряки с авианосца и кораблей сопровождения находятся на карантине в казармах в Тулоне и в Бресте.